# Bilc
Bilc je priimek v Sloveniji, ki ga je po podatkih Statističnega urada Republike Slovenije na dan 1. januarja 2010 uporabljalo 20 oseb in je med vsemi priimki po pogostosti uporabe uvrščen na 13.022. mesto.

## Znani nosilci priimka
- Franc Bilc (1786—1824), rimsokatoliški duhovnik, leksikograf in narodni buditelj
- Janez Bilc (1839—1906), rimskokatoliški duhovnik in pesnik